# الطريق إلى كابول (فلم)
الطريق إلى كابول هو فيلم أكشن كوميدي مغربي صدر سنة 2012، من كتابة وإخراج إبراهيم شكيري، ومن بطولة ربيع القاطي، ويونس بواب، وعزيز داداس، وأمين الناجي، ورفيق بوبكر، وفاطمة بوشان. تدور الأحداث حول مجموعة من الأصدقاء من الدار البيضاء يحلمون بالهجرة إلى هولندا لتحسين ظروف عيشهم، لكن الأمور تأخذ منحى غير متوقع عندما يفشل أحدهم في الوصول إلى أمستردام وينتهي به المطاف في أفغانستان، ما يدفع أصدقاءه الثلاثة إلى السفر للبحث عنه في مغامرة محفوفة بالمخاطر.

يتطرق الفيلم إلى موضوع طالما تناولته السينما المغربية ألا وهو موضوع الهجرة السرية، إلا أن طريقة مناقشته في هذا الفيلم تختلف عن الأفلام السابقة، فعوض أن نشاهد المهاجرين السريين يموتون في سواحل البحر الأبيض المتوسط أو معاناة المهاجرين بعد وصولهم إلى أوروبا دون أوراق إقامة، يرحل بنا هذا الشريط إلى أفغانستان.
يصنف الفيلم ضمن فئة أفلام الكوميديا الممزوجة بالأكشن والمغامرة، ويُعتبر الفيلم الأول من نوعه في شمال إفريقيا. كما أنه أول فيلم في العالم العربي وأول إنتاج سينمائي مغربي يستخدم تكنولوجيا الصور المركبة.

## القصة
في مدينة الدار البيضاء، وبين أحيائها الفقيرة تجمع الصداقة أربعة شباب يتقاسمون كل شيء، مسعود الشاب المثقف، ومبارك الهاكر الذي ينشط في القرصنة الإلكترونية، وعلي الذي يحب تدخين الحشيش، ثم حميدة المتمرد والعنيد، يتقاسمون الكثير من الأحلام، لكن أهم حلم يسيطر على خيالهم جميعًا هو الهجرة إلى هولندا، وفي رحلة بحثهم عن شخص يمكنه أن يساعدهم على تحقيق حلمهم، يتعرفون على شخص يدعى أوشن، وعندما يزوره الأصدقاء في مكتبه يخبرهم، أن له خبرة كبيرة في مساعدة الأشخاص على الهجرة إلى أوروبا، وبعد أن يقنعهم بضمان نجاح العملية وأن حلم الهجرة سيصبح حقيقة على يده، يطلب أوشن من الأصدقاء الأربعة مبلغ 10 ملايين سنتيم للشخص الواحد مقابل خدماته، الأمر الذي جعل حلم الهجرة إلى أوروبا يبدو صعب المنال للأصدقاء الأربعة.
بعد تفكير يقرر الأصدقاء الأربعة توفير المبلغ بأي طريقة، فبدأ كل منهم يعمل في مهنة مختلفة، لكن حتى بعد عناء كبير لم يتمكنوا من توفير إلا نصف المبلغ، وبدأ الحلم يبتعد، لكن المفاجأة تحدث عندما يتمكن والد علي من الحصول على مبلغ تعويض من حادثة كان قد تعرض لها، ليصبح علي أول الأصدقاء الذي يوفر المبلغ كاملًا وبالتالي اقترب من تحقيق حلم الهجرة إلى هولندا، لكن الحالة الصحية لوالد علي تسوء، الأمر الذي جعله يتخذ قرارًا بالسماح لحميدة بالهجرة بدل عنه حتى يبقى ليعتني بوالده، وبالفعل يتمكن حميدة من الهجرة.
بعد ثلاثة أشهر من هجرته تنقطع أخبار حميدة عن أصدقائه الثلاثة، الأمر الذي يثير قلقهم وقلق والدته أيضًا، والتي ما تنفك تسألهم عن أخباره، وفي أحد الأيام وبين ما كانوا مجتمعين في المقهى يشاهدون التلفاز، تعرض القناة خبرًا عن أفغانستان، ليظهر حميدة في الفيديو وهو يطلب المساعدة، يستغرب الأصدقاء الأمر، فكيف وصل حميدة لأفغانستان بينما كانت وجهته هي هولندا، ليدرك الأصدقاء أنهم كانوا ضحية لعملية نصب من المدعو أوشن، فذهبوا للبحث عنه في مكتبه لكنهم وجدوه فارغًا، وبعد عناء تمكنوا من الوصول إليه، فيعترف لهم بأنه نصب عليهم وبأنه بعث بصديقهم لأفغانستان بدل هولندا، وقبل مساعدتهم على السفر لإرجاعه.
تنطلق رحلة الأصدقاء إلى أفغانستان، وهناك يبدأ بحثهم، لكنهم، وفي وسط الحرب بين طالبان والولايات المتحدة، يعيشون العديد من المغامرات، ويقعون في العديد من المواقف الصعبة، فتارةً يقعون في يد جماعة طالبان أو الجماعات المسلحة الأفغانية الأخرى، وتارةً يقعون أسرى لدى الأمريكيين، وتارةً ثالثة يُتهمون بالتجسس ويُحكم عليهم بالإعدام، لكنهم في كل مرة يتمكنون من الخروج من ورطتهم بطريقة ما، حتى تمكنوا أخيرًا من الوصول إلى صديقهم حميدة، الذي أصبح زعيمًا شعبيًا في إحدى القبائل الأفغانية، وخبيرًا في زراعة الحشيش، وبعد أن أخذوا راحتهم مما مروا به من مصاعب، قرروا جميعا العودة إلى بلدهم المغرب.

## طاقم التمثيل
- ربيع القاطي بدور مسعود
- يونس بواب بدور علي
- عزيز داداس بدور أوشن
- أمين الناجي بدور مبارك
- رفيق بوبكر بدور حميدة
- فاطمة بوشان بدور مي فطومة
- سعيد باي بدور علي شاه بن قدور
- كليلة بونعيلات بدور الفتاة الأفغانية
- عزيز ضهيور بدور الصبي الأفغاني ميميد
- ميشيل قيسي بدور الجنرال الأمريكي
- محمد بن براهيم بدور والد علي
- نعيمة بوحمالة بدور والدة علي
- هشام السلاوي بدور الجندي الأمريكي
- ألكسندر أوتوفيجيو بدور الضابط كلارك
- محمد قطيب بدور أحد أفراد طالبان

## نجاح الفيلم
حقق الفيلم نجاحًا كبيرًا في شباك التذاكر، من خلال  تسجيله لأكثر من 400,000 تذكرة مبيعًا.
كما حقق الفيلم نجاحًا مضاعفًا بعد عرضه على التلفزيون المغربي، حيث جذب جمهورًا واسعًا من مختلف الأعمار وأصبح حديث الشارع. تلقى إشادات نقدية من قبل النقاد والجمهور على حد سواء، خاصة بسبب حبكته المميزة والأداء الكوميدي المميز للممثلين.
مع مرور الوقت، أصبح الفيلم جزءًا من الذاكرة الثقافية السينمائية للمغاربة، وعلامة فارقة في تاريخ الأفلام الكوميدية السينمائية التي عُرضت.

## روابط خارجية
- الطريق إلى كابول على موقع IMDb (الإنجليزية)
- الطريق إلى كابول على موقع قاعدة بيانات الأفلام العربية
- الطريق إلى كابول على موقع ألو سيني (الفرنسية)
- الطريق إلى كابول على موقع أول موفي (الإنجليزية)
- الطريق إلى كابول على موقع فيلمافينيتي (الإسبانية)
- الطريق إلى كابول على موقع قاعدة بيانات الفيلم (الإنجليزية)
- الطريق إلى كابول على موقع ليتربوكسد (الإنجليزية)
- الطريق إلى كابول على موقع كينوبويسك (الروسية)